# Aubigny-en-Artois
Aubigny-en-Artois là một xã trong vùng Hauts-de-France, thuộc tỉnh Pas-de-Calais, quận Arras, tổng Aubigny-en-Artois. Tọa độ địa lý của xã là 50° 21' vĩ độ bắc, 02° 35' kinh độ đông. Aubigny-en-Artois nằm trên độ cao trung bình là 92 mét trên mực nước biển, có điểm thấp nhất là 87 mét và điểm cao nhất là 144 mét. Xã có diện tích 6,27 km², dân số vào thời điểm 2005 là 1330 người; mật độ dân số là 212 người/km².

## Thông tin nhân khẩu
| 1962  | 1968  | 1975  | 1982  | 1990  | 1999  |
| ----- | ----- | ----- | ----- | ----- | ----- |
| 1.028 | 1.131 | 1.161 | 1.330 | 1.361 | 1.360 |